# Сорая Есфандиари Бахтиари
Сорая Есфандиари Бахтиари (на персийски: ثریا اسفندیاری بختیاری) е императрица на Иранската имперска държава като втора съпруга на шах Мохамед Реза Пахлави, за когото се омъжва през 1951 г. Сорая е най-голямото дете и единствена дъщеря на Халил Есфандиари Бахтиари (1901 – 1983 г.), благородник от Бахтиари и ирански посланик в Западна Германия през 1950 г. и неговата родена в Русия немска съпруга Ева Карл (1906 – 1994 г.). Бракът им се разпада когато става ясно, че тя е безплодна, а на шаха трябва наследник. Тя отхвърля неговото предложение да вземе втора жена, за да произведе наследник, според законите се изисква нейното съгласие. Тогава той отхвърля нейното предложение да абдикира в полза на своя полубрат. През март 1958 г. е обявен разводът им. След кратка кариера на актриса и връзка с италианския филмов режисьор Франко Индовина, Сорая живее сама в Париж до смъртта си.